# Serenade einer großen Liebe
Serenade einer großen Liebe (Originaltitel: For the First Time) ist ein US-amerikanisch-deutsch-italienisches Filmmusical von Rudolph Maté aus dem Jahr 1958. Die Hauptrollen waren mit Mario Lanza und Johanna von Koczian besetzt. Das Drehbuch stammt von Andrew Solt. In der Bundesrepublik Deutschland kam der Film zum ersten Mal am 26. Februar 1959 in die Kinos.

## Handlung
Der amerikanische Tenor Tony Costa ist nicht nur berühmt wegen seiner schönen Stimme, sondern auch wegen der Skandale, die sein Leben begleiten. Schon wieder muss eine Vorstellung abgesagt werden, weil er es nicht geschafft hat, rechtzeitig im Theater zu sein. Er hat es vorgezogen, bei Regen vor der Wiener Staatsoper für die Passanten ein paar Lieder zu schmettern. Nach dieser Eskapade nimmt Ladislaus Tabory, Costas Manager, seinen Schützling mit in ein ruhiges Hotel auf der Insel Capri. Dort soll er sich ausruhen, bis über den jüngsten Vorfall Gras gewachsen ist.
Auch auf Capri erkennen die Leute gleich den berühmten Sänger. Ein paar Verehrerinnen fordern ihn auf, hier auf der Piazza ein Lied zu singen. Costa kokettiert mit seiner Bekanntheit und kommt dem Wunsch nach. Als er aber ein junges Mädchen entdeckt, das völlig ungerührt von seinem Gesang vorübergeht, ärgert er sich über so viel Desinteresse und verhält sich ihr gegenüber taktlos.
Die „Ignorantin“ ist Christa Bruckner, die auf der Insel bei einem Onkel und dessen Hausfaktotum lebt. Im Zweiten Weltkrieg hat sie nicht nur ihre Eltern verloren, sondern auch ihr Gehör. Nachdem Costa dies erfahren hat, kauft er eine Unmenge Blumen und bringt sie dem Mädchen zur Entschuldigung. Tag für Tag wächst seine Zuneigung zu Christa. Als Costas langjährige Freundin Gloria de Vaduz ihn für sich beanspruchen will, gibt er ihr den Laufpass.
Costa setzt nun alles daran, dem Mädchen zu helfen. Auf seiner nächsten Tournee begleitet sie ihn. In jeder großen Stadt konsultieren die beiden einen Facharzt in der Hoffnung, er könne Christa wieder das Gehör zurückgeben. Aber jeder Arzt hält eine Operation für zu riskant. Erst Professor Bessart in Salzburg wagt den Eingriff und hat Erfolg. Zum ersten Mal kann Christa Tonys Stimme hören. Zwar müssen die zwei in ihrer Beziehung noch einige Rückschläge verkraften, am Ende aber werden sie ein glückliches Paar.

## Musik
Einen breiten Platz in dem Film nimmt die Musik ein. Zu hören sind folgende Kompositionen:
- La donna e mobile und das berühmte Quartett Un di, se ben rammentomi … aus der Oper Rigoletto von Giuseppe Verdi,
- Come prima (For the First Time), ein Schlager von Panzeri, Di Paola und Taccani,
- Oh, Capri, eine Tarantella, und der Jamaica-Rock Pineapple Picker von George E. Stoll,
- O sole mio, eine neapolitanische Volksweise,
- das Lachterzett aus der Oper Così fan tutte von Wolfgang Amadeus Mozart,
- Vesti la giubba aus dem Bajazzo von Ruggiero Leoncavallo,
- Ich liebe dich von Edvard Grieg,
- die Todesszene aus Othello von Giuseppe Verdi
- das Ave Maria von Franz Schubert,
- Je n’en connais pa la fin von Marguerite Monnot,
- der Triumphmarsch aus Aida von Giuseppe Verdi und
- das Lied Wer einmal nur in München war von Bette/Hauff.

Neben dem Hauptdarsteller singen und spielen Solisten, Chor und Orchester der Römischen Oper sowie der Knabenchor des Vatikans. George E. Stoll, der auch zwei eigene Lieder beisteuerte, oblag die Musik-Regie.

## Produktionsnotizen
Die Außenaufnahmen entstanden auf der italienischen Insel Capri sowie in den Städten Salzburg, Neapel und Rom, die Innenaufnahmen in den Studios der CCC-Film in Berlin-Spandau. Die Bauten wurden von den Szenenbildnern Fritz Maurischat, Heinrich Weidemann, Hans-Jürgen Kiebach und Arno Richter entworfen.

## Kritik
„Musikfilm Marke Traumfabrik. […] Optisch schwelgt der Film in den Landschaften Mitteleuropas.“

„Das Drehbuch […] spielt zwar schalkhaft auf Lanzas skandalgesegnete Karriere an, schüttet aber sehr bald eimerweise Rührung nach. Lanzas Stimmkraft, demonstriert an Opern-Arien, Ave Maria, Schmalzschlager und Hofbräu-Schunkelchor, vermag den Schwachsinn der Ereignisse nicht zu übertönen.“

„Ein lächerliches Musikalfilm-Machwerk, das jeglichen geistigen oder gar künstlerischen Niveaus ermangelt. Dazu albern und rührselig. Wir raten ab.“

## Quelle
Programm zum Film: Illustrierte Film-Bühne, Vereinigte Verlagsgesellschaften Franke & Co. KG, München, Nr. 4690